# Río salvaje (programa de televisión)
Río salvaje es un programa de televisión de España que se emite cada domingo (temporadas 1 y 2) a las 21:30, cada martes (temporada 3) a las 22h30, cada viernes (temporada 4) a las 22h30 en  emitiendo algunos episodios inéditos en Cuatro a las 01h30. La quinta temporada se emitió a las 22h30 en Be Mad , programa se estrenó el 4 de diciembre de 2016 y es presentado por Kike Calleja. En 2025 el programa dio el salto al canal Cuatro (tras su breve paso en la cuarta temporada en la franja de late night) estrenando así su sexta temporada en prime time con otro tipo de formato, aumentando la duración en 70 minutos frente a los 30 que duraban las temporadas anteriores.
Río salvaje, es un formato de aventuras de Kike Calleja. Sumergidos en la naturaleza, Kike Calleja enseña a los espectadores cómo se pescan sin muerte las truchas o siluros. Emilio Valdés, director y cámara del programa, es su fiel compañero de aventura y graba todas las experiencias que viven con novedosos medios técnicos. El espacio de aventuras trata de mostrar el mundo de la pesca y sus entresijos; no solo en España, sino por los lugares más insólitos del mundo.

## Temporada 1 (2016-2017)
| Programas emitidos | Programas emitidos | Programas emitidos | Programas emitidos | Programas emitidos |
| N.º                | Fecha de emisión   | Título             | Audiencia          |                    |
| ------------------ | ------------------ | ------------------ | ------------------ | ------------------ |
| 1x01 (1)           | 04/12/2016         | En Gondwana (I)    | 175 000 (0,9%)     |                    |
| 1x02 (2)           | 11/12/2016         | En Gondwana (II)   | 124 000 (0,7%)     |                    |
| 1x03 (3)           | 18/12/2016         | En Gondwana (III)  | 92 000 (0,5%)      |                    |
| 1x04 (4)           | 25/12/2016         | En Gondwana (VI)   | 81 000 (0,5%)      |                    |
| 1x05 (5)           | 01/01/2017         | En Gondwana (V)    | 70 000 (0,4%)      |                    |
| 1x06 (6)           | 08/01/2017         | En Gondwana (VI)   | 116 000 (0,6%)     |                    |

## Temporada 2 (2018)
| Programas emitidos | Programas emitidos | Programas emitidos        | Programas emitidos | Programas emitidos |
| N.º                | Fecha de emisión   | Título                    | Audiencia          |                    |
| ------------------ | ------------------ | ------------------------- | ------------------ | ------------------ |
| 2x01 (7)           | 16/01/2018         | El salmón, el pez viajero | 105 000 (0,6%)     |                    |
| 2x02 (8)           | 23/01/2018         | Atunes                    | 29 000 (0,2%)      |                    |
| 2x03 (9)           | 30/01/2018         | Arrecifes                 | 40 000 (0,2%)      |                    |
| 2x04 (10)          | 06/02/2018         | Alimoches                 | 50 000 (0,2%)      |                    |
| 2x05 (11)          | 13/02/2018         | Pesca tradicional         | 84 000 (0,4%)      |                    |
| 2x06 (12)          | 20/02/2018         | Cabras montesas           | 79 000 (0,4%)      |                    |
| 2x07 (13)          | 27/02/2018         | Quebrantahuesos           | 53 000 (0,3%)      |                    |
| 2x08 (14)          | 06/03/2018         | Gallipatos                | 153 000 (0,8%)     |                    |

## Temporada 3 (2019)
| Programas emitidos | Programas emitidos | Programas emitidos    | Programas emitidos | Programas emitidos |
| N.º                | Fecha de emisión   | Título                | Audiencia          |                    |
| ------------------ | ------------------ | --------------------- | ------------------ | ------------------ |
| 3x01 (15)          | 06/12/2019         | Tiburón angelote      | 52 000 (0,4%)      |                    |
| 3x02 (16)          | 06/12/2019         | Espeleobuceo          | 48 000 (0,3%)      |                    |
| 3x03 (17)          | 13/12/2019         | Fondos marinos        | 85 000 (0,6%)      |                    |
| 3x04 (18)          | 13/12/2019         | El nacimiento del río | 38 000 (0,3%)      |                    |
| 3x05 (19)          | 20/12/2019         | Vida marina           | 35 000 (0,2%)      |                    |
| 3x07 (20)          | 20/12/2019         | La pesca leonesa      | 46 000 (0,3%)      |                    |

## Temporada 4 (2020)
| Programas emitidos | Programas emitidos | Programas emitidos | Programas emitidos | Programas emitidos |
| N.º                | Fecha de emisión   | Título             | Audiencia          |                    |
| ------------------ | ------------------ | ------------------ | ------------------ | ------------------ |
| 4x01 (21)          | 12/11/2020         | Osos               | 140 000 (5,8%)     |                    |
| 4x02 (22)          | 20/11/2020         | Águila Real        | 90 000 (4,1%)      |                    |
| 4x03 (23)          | 26/11/2020         | El Duero           | 75 000 (2,9%)      |                    |
| 4x04 (24)          | 30/11/2020         | Truchas            | 461 000 (7,7%)     |                    |
| 4x05 (25)          | 07/05/2021         | La Avutarda        | 6 000 (0,3%)       |                    |
| 4x06 (26)          | 20/12/2021         | Oro                | 9 000 (0,4%)       |                    |

## Temporada 5 (2022)
| Programas emitidos | Programas emitidos | Programas emitidos   | Programas emitidos | Programas emitidos |
| N.º                | Fecha de emisión   | Título               | Audiencia          |                    |
| ------------------ | ------------------ | -------------------- | ------------------ | ------------------ |
| 5x01 (27)          | 20/02/2022         | Pesca en alta moñana | 136 000 (0,9%)     |                    |
| 5x02 (28)          | 27/02/2022         | Serpientes           | 125 000 (0,9%)     |                    |
| 5x03 (30)          | 06/03/2022         | Setas                | 69 000 (0,5%)      |                    |

## Temporada 6 (2025)
| Programas emitidos | Programas emitidos | Programas emitidos | Programas emitidos | Programas emitidos |
| N.º                | Fecha de emisión   | Destino            | Audiencia          |                    |
| ------------------ | ------------------ | ------------------ | ------------------ | ------------------ |
| 6x01 (30)          | 30/06/2025         | Brasil             | 452 000 (5,5%)     |                    |
| 6x02 (31)          | 07/07/2025         | Uganda             | 430 000 (5,8%)     |                    |
| 6x03 (32)          | 14/07/2025         | Canadá             | 357 000 (5,0%)     |                    |
| 6x04 (33)          | 21/07/2025         | Ecuador            | 360 000 (4,9%)     |                    |
| 6x05 (34)          | 28/07/2025         | Estados Unidos     | 300 000 (4,3%)     |                    |
| 6x06 (35)          | 04/08/2025         | Tailandia          | 245 000 (3,6%)     |                    |
| 6x07 (36)          | 11/08/2025         | Finlandia          | 183 000 (4,5%)     |                    |
| 6x08 (37)          | 18/08/2025         | España             | 139 000 (3,8%)     |                    |

## Audiencia media de todas las temporadas
| Edición                     | Programas | Fecha     | Cadena | Clasificación  | Audiencia      |
| --------------------------- | --------- | --------- | ------ | -------------- | -------------- |
| Río salvaje (1.ª temporada) | 6         | 2016/2017 | Be Mad |                | 110 000 (0,6%) |
| Río salvaje (2.ª temporada) | 8         | 2018      | Be Mad |                | 74 000 (0,4%)  |
| Río salvaje (3.ª temporada) | 6         | 2019      | Be Mad | 51 000 (0,4%)  |                |
| Río salvaje (4.ª temporada) | 6         | 2020/2021 | Be Mad | 130 000 (3,5%) |                |
| Río salvaje (5.ª temporada) | 3         | 2022      | Be Mad | 110 000 (0,8%) |                |
| Río salvaje (6.ª temporada) | 8         | 2025      |        | 308 000 (4,7%) |                |